# Peter Bachmann (Arabist)
Peter Bachmann (* 27. Februar 1936; † 21. Februar 2018) war ein deutscher Arabist.

## Leben
Er studierte in Göttingen Klassische Philologie und Arabistik. 1961 wurde er mit einem Thema über die Komödie „Die Acharner“ von Aristophanes promoviert. Von 1967 bis 1970 war Assistent am Medizinhistorischen Institut der FU Berlin für die arabische Medizin. 1971 reichte er seine Habilitationsschrift über einen arabischen Kommentar zu den „Epidemien“ des Hippokrates von Kos ein. Von 1973 bis 1978 war Direktor des Orient-Instituts in Beirut. Von 1979 bis 2001 war er Professor für Arabistik und Islamwissenschaft an der Universität Göttingen.
Seine Forschungsschwerpunkte waren klassische und moderne arabische Literatur, Literatur der islamischen Mystik und die islamische Numismatik.

## Schriften (Auswahl)
- als Herausgeber: Galens Abhandlung darüber, daß der vorzügliche Arzt Philosoph sein muß. arabisch und deutsch. Göttingen 1966, OCLC 476061754.
- als Herausgeber mit Ulrich Haarmann: Die islamische Welt zwischen Mittelalter und Neuzeit. Festschrift für Hans Robert Roemer zum 65. Geburtstag. Wiesbaden 1979, ISBN 3-515-01845-X. Digitalisat
- „Der mit den zwei Hörnern“. Alexander der Große in Werken der arabischen Literatur. Mainz 2005, ISBN 3-8053-3611-X.